# Waltr Hnilička
Waltr Hnilička (rodným jménem Vladislav Hnilička, 24. března 1925 Čelákovice – 4. prosince 1944 Tain) byl český palubní radiotelegrafista 311. československé bombardovací perutě.

## Život

### Před druhou světovou válkou
Vladislav Hnilička se narodil 24. března 1925 v Čelákovicích v rodině holiče Adolfa Hniličky a Boženy, rozené Černé. V Československu začal navštěvovat měšťanskou školu, základní vzdělání ale dokončil v Kanadě, kam v roce 1939 rodina emigrovala. V emigraci přijal nové křestní jméno Waltr, jeho přesná podoba se ale v různých zdrojích liší. Podoba Waltr je uvedena v jeho letecké kartě. Rodina žila v Torontu, kde se Adolf Hnilička věnoval své původní profesi.

### Druhá světová válka
Waltr Hnilička se do Československé armády v zahraničí přihlásil 2. září 1943. Protože měl pro přijetí do armády nízký věk uvedl jako svůj rok narození letopočet 1924 a tento se následně objevuje i v dalších dokumentech. Byl přijat do Royal Air Force a přesunut do Spojeného království. Byl vycvičen na palubního radiotelegrafistu a zařazen k 311. československé bombardovací peruti. Dne 4. prosince 1944 byl členem posádky stroje Consolidated B-24 Liberator GR Mk.V FL981 PP-O pod velením Štěpána Petráška startujícího z letiště ve skotském Tainu k dalšímu nočnímu cvičnému letu. Stroj během startu havaroval a celá posádka zahynula. Pohřben byl na hřbitově u kostela St Duthus v Tainu. Dosáhl hodnosti četaře.

## Posmrtná ocenění
- Waltr Hnilička byl v roce 1991 in memoriam povýšen do hodnosti majora